# Nguyễn Thành Phát
Nguyễn Thành Phát (tiếng Trung: 阮成发; bính âm: Ruǎn Chéng Fā; sinh tháng 10 năm 1957), người Hán, là chính trị gia nước Cộng hòa Nhân Dân Trung Hoa. Ông nguyên là Ủy viên Ủy ban Trung ương Đảng Cộng sản Trung Quốc khóa XIX, Bí thư Tỉnh ủy, Chủ nhiệm Ủy ban thường vụ Nhân Đại tỉnh Vân Nam; Ủy viên dự khuyết Ủy ban Trung ương Đảng Cộng sản Trung Quốc khóa XVIII, Phó Bí thư Tỉnh ủy, Tỉnh trưởng Chính phủ Nhân dân tỉnh Vân Nam; Thường vụ Tỉnh ủy, Bí thư Thành ủy, Thị trưởng Chính phủ Nhân dân thành phố Vũ Hán; Phó Tỉnh trưởng Chính phủ Nhân dân tỉnh Hồ Bắc; Thị trưởng Hoàng Thạch; Thư ký trưởng Chính phủ Nhân dân tỉnh Hồ Bắc và Bí thư Thành ủy Tương Phàn.
Nguyễn Thành Phát là Đảng viên Đảng Cộng sản Trung Quốc, học vị Tiến sĩ Luật học.

## Xuất thân và giáo dục
Nguyễn Thành Phát sinh tại Vũ Hán. Năm 1979, ông làm công nhân dệt may trong một nhà máy trang phục địa phương. Năm 1982, ông gia nhập Đảng Cộng sản Trung Quốc. Ông học chủ nghĩa cộng sản quốc tế tại Đại học Sư phạm Hoa Trung và cũng có bằng tiến sĩ luật học. Năm 1994, ông phụ trách Ủy ban chứng khoán Vũ Hán. Tháng 9 năm 1995, ông được bổ nhiệm làm Bí thư Quận ủy Vũ Xương. Tháng 12 năm 1997, ông được bổ nhiệm làm Tổng Thư ký Thành ủy Vũ Hán. Tháng 3 năm 1998, ông nhậm chức Thị trưởng Hoàng Thạch. Tháng 11 năm 2001, ông được bổ nhiệm giữ chức Tổng Thư ký Chính phủ nhân dân tỉnh Hồ Bắc. Tháng 12 năm 2002, ông được bổ nhiệm làm Bí thư Thành ủy Tương Phàn. Tháng 9 năm 2004, Nguyễn Thành Phát được bổ nhiệm làm Phó Tỉnh trưởng tỉnh Hồ Bắc. Tháng 6 năm 2007, ông được bầu kiêm nhiệm chức vụ Ủy viên Ban Thường vụ Tỉnh ủy Hồ Bắc.
Tháng 1 năm 2008, ông được bổ nhiệm làm Thị trưởng thành phố Vũ Hán, thủ phủ tỉnh Hồ Bắc. Tháng 1 năm 2011, Nguyễn Thành Phát được bổ nhiệm giữ chức Bí thư Thành ủy Vũ Hán, ông cũng là Ủy viên Ban Thường vụ Tỉnh ủy Hồ Bắc.

## Sự nghiệp

### Dự án xây dựng ở Vũ Hán
Sau khi ông đứng đầu tại Vũ Hán, các hoạt động xây dựng đã diễn ra khắp thành phố. Khoảng 5.500 công trường xây dựng đã hoạt động đồng thời. Một số người dân địa phương Vũ Hán đặt tên ông là "Mãn thành oát" (满城挖), một cách nói lái tên ông có nghĩa là "đào khắp thành phố". Ông trả lời, "Tôi không sợ mọi người gọi tôi là "Mãn thành oát"". Nếu chúng tôi không xây dựng, chúng tôi đang làm hại cho thành phố." Hoạt động xây dựng dữ dội được đổ lỗi cho lũ lụt sau khi mưa lớn vào tháng 6 năm 2011.
Ông được ghi nhận với sự phát triển cơ sở hạ tầng bùng nổ, chẳng hạn như việc xây dựng đường vành đai thứ hai của Vũ Hán, Đại lộ Bạch Sa Châu, và Tuyến tàu điện ngầm Vũ Hán 8. Các dự án giảm đáng kể thời gian đi làm và giảm bớt tắc nghẽn trên toàn thành phố. Tuy nhiên, việc xây dựng nhiều cũng làm gánh nặng hệ thống tài chính của thành phố. Năm 2011, tổng vốn đầu tư dự kiến lên đến hơn 70 tỷ nhân dân tệ (~ 10 tỷ USD). Để bù đắp chi phí xây dựng khổng lồ, thành phố đã phát hành công nợ thông qua các phương tiện tài chính đặc biệt, được hỗ trợ bởi đất đô thị làm tài sản thế chấp, thường không hiển thị trên bảng cân đối của thành phố (mặc dù thực tế này cũng phổ biến ở các thành phố khác của Trung Quốc) thời gian), bao gồm cả trái phiếu vĩnh viễn.

### Vân Nam
Được sinh ra ở Vũ Hán và đã trải qua toàn bộ sự nghiệp của mình ở quê nhà, khi ông tiếp cận tuổi nghỉ hưu bắt buộc cho các quan chức cấp tỉnh 60. Tuy nhiên, vào tháng 12 năm 2016, ông đột nhiên chuyển đến tỉnh Vân Nam. Ngày 13 tháng 12, ông được bổ nhiệm làm Tỉnh trưởng Chính phủ Nhân dân tỉnh Vân Nam. Vào ngày 28 tháng 12, tại buổi lễ khánh thành Đường sắt cao tốc Thượng Hải – Côn Minh ở Côn Minh, ông đã phát âm sai chữ viết tắt của tỉnh Hoạt thay vì Điền trong khi đọc tắt một kịch bản, khiến việc nhạo báng trực tuyến, bao gồm cả ý kiến cho rằng tiến sĩ về luật nên biết rõ hơn.
Ông là Ủy viên dự khuyết Ủy ban Trung ương Đảng Cộng sản Trung Quốc khóa XVIII và Ủy viên chính thức Ủy ban Trung ương Đảng Cộng sản Trung Quốc khóa XIX. Tháng 11 năm 2020, Trung ương họp bàn về lãnh đạo địa phương, ngày 20 tháng 11 quyết định bổ nhiệm Nguyễn Thành Phát chức vụ Bí thư Tỉnh ủy tỉnh Vân Nam. Ông được miễn nhiệm chức vụ Bí thư Tỉnh ủy Vân Nam vào tháng 10 năm 2021, nghỉ hưu.